# 平佩爾納
平佩爾納（法語：Pimperna），是馬里的城鎮，位於該國南部，由錫卡索區的錫卡索省負責管轄，面積161平方公里，海拔高度427米，2009年人口11,329，人口密度每平方公里70人。